# Región Noreste
La región Noreste es una de las dieciséis regiones de Ghana. Está ubicado en el norte del país y fue creado en diciembre de 2018 luego de que se votara un referéndum para separarlo de la región Norte. La capital de la región es Nalerigu.

## Creación de la región
La creación de esta nueva región fue en cumplimiento de una promesa hecha por el Nuevo Partido Patriótico antes de las elecciones generales de Ghana de 2016. Al ganar las elecciones, el presidente Nana Akufo-Addo creó el Ministerio de Reorganización Regional para supervisar la formulación e implementación de políticas. Solomon Namliit Boar, diputado del distrito electoral de Bunkpurugu y exviceministro regional del norte fue nombrado primer ministro regional de la recién creada región noreste. En total, se crearían seis nuevas regiones a partir de las diez regiones existentes de Ghana. Las otras regiones son las regiones Norte Occidental, Bono, Bono Oriental, Ahafo, Sabana y Oti.
El referéndum celebrado el 27 de diciembre de 2018 tuvo éxito con un 81% de participación de votantes en la región propuesta que votó en un 99,8% a favor de la creación de la región Norte Oriental. La capital propuesta de la región es la ciudad de Nalerigu en Mamprusi Este..

## Geografía y clima

### Localización y tamaño
La región Norte Oriental limita al norte con la región Alta Oriental, al este con la frontera internacional este de Ghana-Togo, al sur con la región Norte y al oeste con la región Alta Occidental. La región noreste se compone de 6 distritos.

### Clima y vegetación
La región Norte Oriental es mucho más seca que las áreas del sur de Ghana, debido a su proximidad al Sahel y al Sahara. La vegetación se compone predominantemente de pastizales, especialmente sabanas con grupos de árboles resistentes a la sequía, como baobabs o acacias. Entre diciembre y abril es la estación seca. La estación lluviosa es entre junio y noviembre, con una precipitación anual promedio de 750 a 1050 mm. Las temperaturas más altas se alcanzan al final de la estación seca, las más bajas en diciembre y enero. Sin embargo, el viento caliente de Harmattan procedente del Sahara sopla con frecuencia entre diciembre y principios de febrero. Las temperaturas pueden variar entre 17 °C durante la noche y 47 °C durante el día.